# UKS 19 Bojary Białystok
UKS 19 Bojary Białystok – uczniowski klub sportowy z Białegostoku, działający w oparciu o uczniów i absolwentów Publicznego Gimnazjum nr 19 w Białymstoku. Oprócz sekcji lekkoatletycznej szkoła prowadzi sekcję koszykówki, siatkówki i piłki nożnej.

## Historia
Uczniowski klub sportowy UKS 19 Bojary Białystok powstał w 2001

## Osiągnięcia
- Awans do ekstraklasy, zajęcie 4. miejsca w I Lidze Lekkoatletycznej w roku 2012[1].

### Lekkoatletyka
Lista zawodników w bazie danych PZLA oraz na portalu bieganie.pl/.
Sekcję lekkoatletyczną prowadzi małżeństwo trenerów Hanna Sutyniec i Mieczysław Sutyniec oraz Jarosław Gołębiowski.